# Nicole Millar
Nicole Maxine Michel-Millar, conosciuta principalmente come Nicole Millar (Canada, 27 aprile 1993), è una cantautrice canadese naturalizzata australiana. Nota principalmente per il singolo High, che ha ottenuto 3 dischi di platino in Australia e vinto un ARIA Music Award, nella sua carriera ha pubblicato 3 EP.

## Carriera
La sua carriera inizia nel 2013, quando collabora con il duo musicale Cosmo's Midnight nel brano Phantasm. L'anno successivo collabora con il duo Peking Duk nel singolo High, che ottiene un successo molto ampio in Australia: quinta posizione nella classifica settimanale, 35ª in quella annuale, triplo disco di platino. Nel 2015 Millar inizia a pubblicare singoli da lead artist, mentre nel febbraio 2016 pubblica via Universal il suo EP di debutto Tremble, che raggiunge la numero 53 nella classifica australiana. Nel dicembre 2016 pubblica il suo secondo EP Communication, con cui ottiene il suo secondo piazzamento nella classifica australiana. Nel 2018, dopo aver pubblicato altri singoli e il suo album di debutto Excuse Me, collaborazioni, l'artista intraprende il suo primo tour nazionale in Australia. Nell'aprile 2021 pubblica il suo terzo EP Are You Kidding?.

## Stile e influenze musicali
La critica australiana ha dimostrato spesso di apprezzare Millar: ne è un esempio Craig Mathieson di The Sydney Morning Herald, il quale ha definito il suo percorso musicale: "un viaggio all'insegna della scoperta creativa di se stessa partito dalla sua macchina mentre registrava le sue prime tracce vocali sul cellulare e arrivato a sessioni di scrittura in importanti studi svedesi e statunitensi".

## Discografia

### Album
- 2018 – Excuse Me

### EP
- 2016 – Tremble
- 2016 – Communication
- 2021 – Are You Kidding?

### Singoli
- 2015 – Wait
- 2016 – Tremble
- 2016 – Signals
- 2017 – Blindfolded
- 2018 – Gimme a Break
- 2018 – All My Issues
- 2019 – Favours
- 2020 – I Should Probably Go to Therapy
- 2020 – 4 U
- 2020 – Boring!
- 2021 – Walk Away
- 2021 – Are You Kidding?

### Collaborazioni
- 2013 – Phantasm di Cosmo's Midnight
- 2013 – Take Me Away di PhaseOne
- 2014 – High di Peking Duk
- 2014 – Tell Me di Golden Features
- 2016 – Better di Sweater Beats